# Rhytiphora decipiens
Rhytiphora decipiens is een keversoort uit de familie van de boktorren (Cerambycidae). De wetenschappelijke naam van de soort werd voor het eerst geldig gepubliceerd in 1863 door Francis Polkinghorne Pascoe.